# Zöldkoronás erdeinimfa
A zöldkoronás erdeinimfa (Thalurania fannyi) a madarak (Aves) osztályának a sarlósfecske-alakúak (Apodiformes) rendjéhez, ezen belül a kolibrifélék (Trochilidae) családjához tartozó faj.

## Rendszerezése
A fajt Adolphe Delattre és Jules Bourcier írták le 1846-ban, a Trochilus nembe Trochilus Fannyi néven.

## Alfajai
- Thalurania fannyi fannyi (Delattre & Bourcier, 1846)
- Thalurania fannyi hypochlora Gould, 1871
- Thalurania fannyi subtropicalis Griscom, 1932
- Thalurania fannyi verticeps (Gould, 1851)[1]

## Előfordulása
A Csendes-óceán parti sávjában Panama, Kolumbia, Ecuador,  és Peru területén honos. Természetes élőhelyei a szubtrópusi vagy trópusi éghajlati övezetben lévő síkvidéki és hegyi esőerdők, valamint ültetvények és vidéki kertek.

## Megjelenése
Testhossza 9,5-10 centiméter.
|  |  |

## Természetvédelmi helyzete
A Természetvédelmi Világszövetség Vörös listáján még nem szerepel.